# دومنت ۹۵۵۴
سیارک ۹۵۵۴ (به انگلیسی: 9554 Dumont، نامگذاری:1985XA) نه هزار و پانصد و پنجاه و چهارمین سیارک کشف شده‌است که در ۱۳ دسامبر ۱۹۸۵ کشف شد.
قدر مطلق سیارک برابر ۱۴٫۴۰ است.